# Propriété Castellant
La propriété Castellant est une propriété située à Largny-sur-Automne, en France.

## Description
Cette maison et son jardin (I.S.M.H.) sont situés au cœur d‘une vallée. (vallée de l'Automne)
Il y a des sources, une rivière, un bassin, un temple de la Philosophie, un temple de la nature, des grottes, des statues et un hôtel de la Rêverie qui forment un parc anglais, mystérieux et romantique, dédié à Jean-Jacques Rousseau.

## Localisation
La propriété est située sur la commune de Largny-sur-Automne, dans le département de l'Aisne.

## Historique
Le monument est inscrit au titre des monuments historiques en 2008.
Sous l'Ancien Régime, l'actuel parc Castellant (les Charmettes), alors nommé « clos de la Brasserie », fut acquis par les Marquis de Condren en 1589. En 1793, Jacques Conseil, ancien curé de la paroisse devenu maire de Largny, acheta l'ensemble de la propriété et ses héritiers furent la famille de Ryon. L'abbé Conseil qui était le cousin d'Alexandre Dumas, avait été gouverneur des pages.
À partir de 1823, le domaine passa successivement aux familles Guay et Moutonnet-Joly avant d'être acquis en 1891 par le journaliste Auguste Castellant (1844-1918) qui fut à l'origine de la création et de l'aménagement du parc actuel.
Le journaliste et écrivain Auguste Castellant avait une admiration passionnée pour l'œuvre de Jean-Jacques Rousseau (1712-1778). Il était l'instigateur de nombreuses manifestations organisées à partir de 1878 en l'honneur du philosophe :
- célébration du centenaire de sa mort le 14 juillet 1878,
- fête à Ermenonville (Oise) en juillet 1878,
- érection du monument national sur la place du Panthéon à Paris en 1889,
- inauguration des monuments commémoratifs d'Asnières en 1885, de Montmorency en 1907 et d'Ermenonville en 1908.

De même, en 1894, les Charmettes de Largny-sur-Automne furent le cadre d'une fête de « l'Être suprême » qui fut relatée par Jacques Sincère dans un article intitulé « Une fête déiste »
Enfin, l'engagement d'Auguste Castellant, reconnu au niveau national, lui valut de faire partie de la commission qui présida à l'ouverture des tombeaux de Voltaire et de Rousseau en 1897. 
De 1891 à la mort d'Auguste Castellant en 1918, la conception du jardin organisé autour de la maison fut volontairement tournée vers de constants hommages au philosophe des Lumières.
À l'exemple du temple d'Ermenonville, les six colonnes doriques du temple des Charmettes portent également le nom d'illustres penseurs : Rousseau, Voltaire, Descartes, Newton, Pythagore et Platon. Sur l'architrave, Castellant fit graver en latin : « Naturae leges cognoscere et causarum causam et semper altius scientia et justicia in splendore aeternalium ascendere » (Connaître les lois de la nature et la cause des causes et s'élever sans fin par la science et la justice vers les splendeurs éternelles).
Le centre du temple est occupé par une sculpture exécutée par Henri Gréber (1854-1941) représentant Jean-Jacques Rousseau assis sur un rocher, à l'ombre d'un chêne, sous le regard d'une allégorie de la Vérité.
Comme une dernière référence à Ermenonville, Auguste Castellant fit élever aux Charmettes de Largny-sur-Automne une réplique du tombeau de Rousseau dans laquelle il fut inhumé en 1918 le jeudi 14 mars à 3 heures de l'après-midi.
En 1912 Castellant fut nommé président de la Société Historique Régionale de Villers-Correrêts. Il légua à cette société sa maison et son parc.

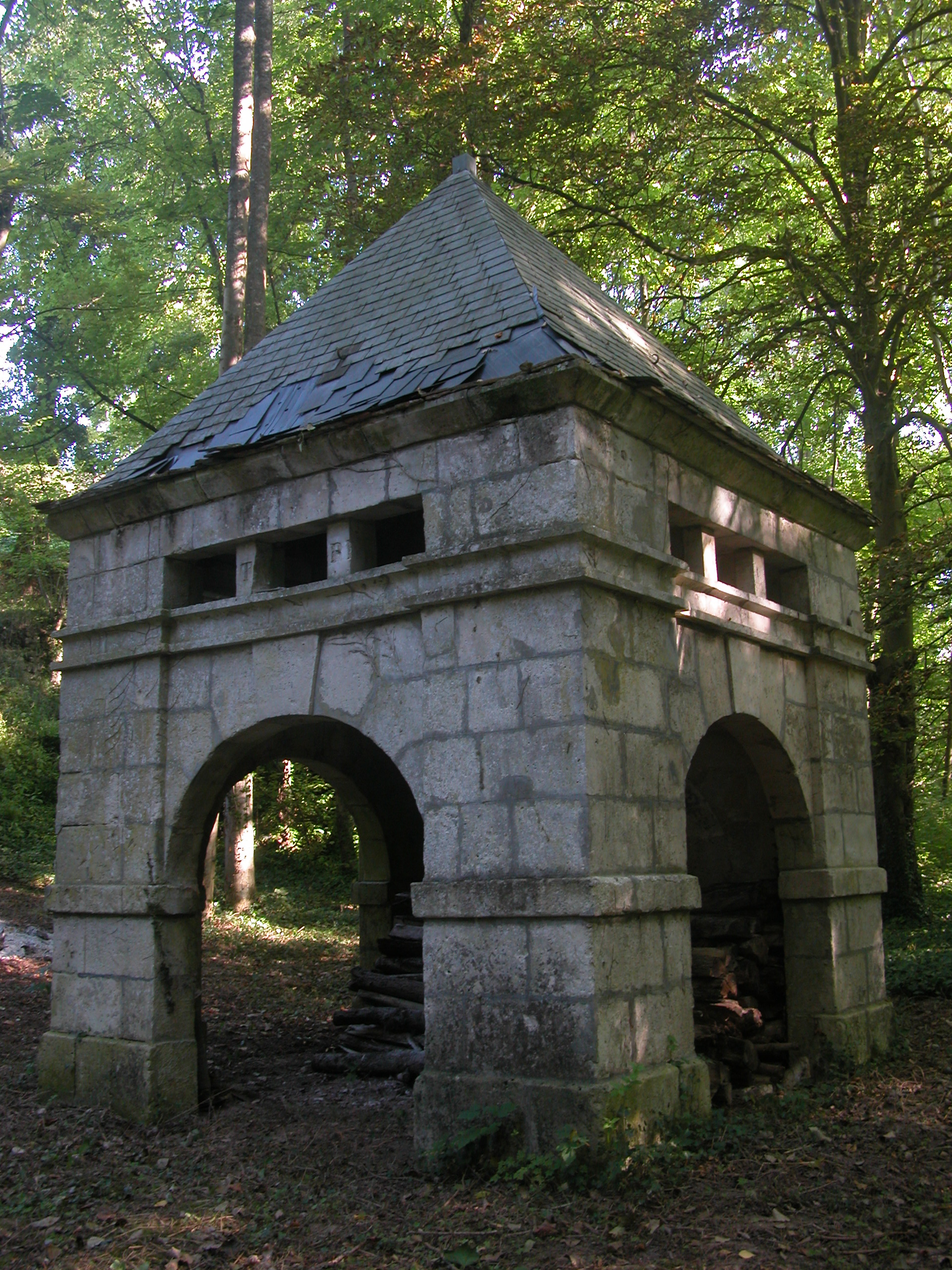
Le temple de la Philosophie.
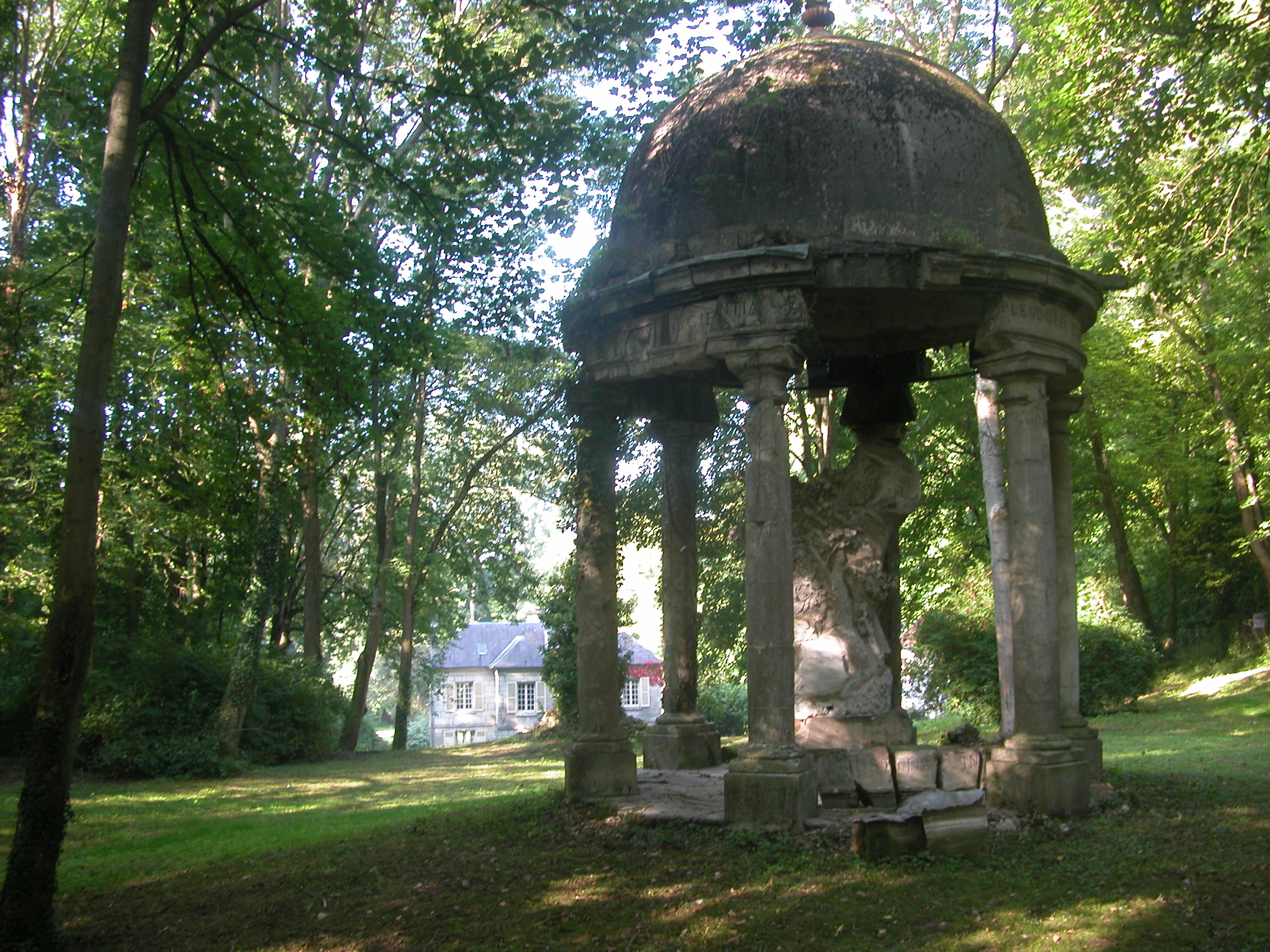
Le Temple de la Nature.
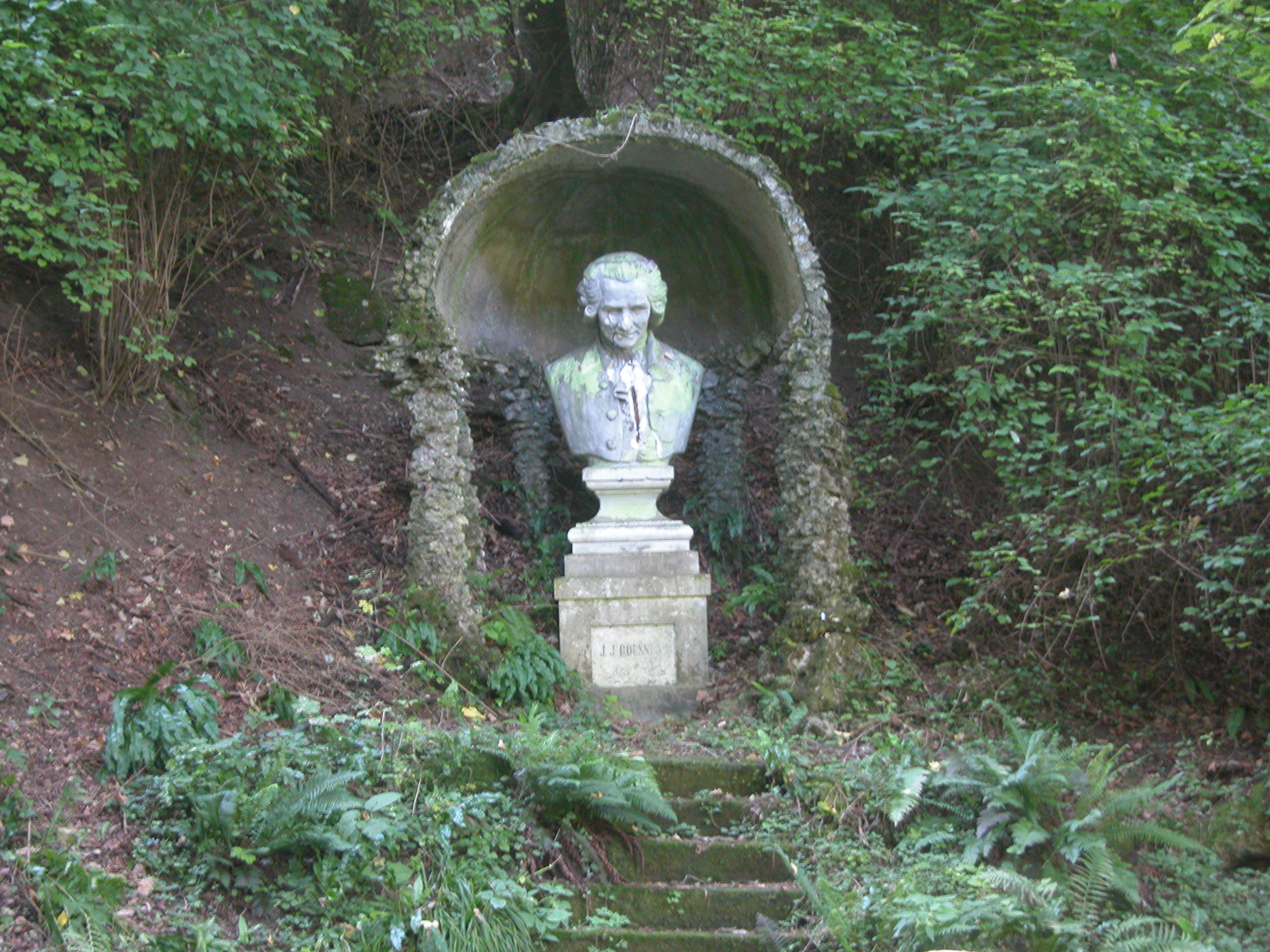
Le buste de Jean-Jacques Rousseau.
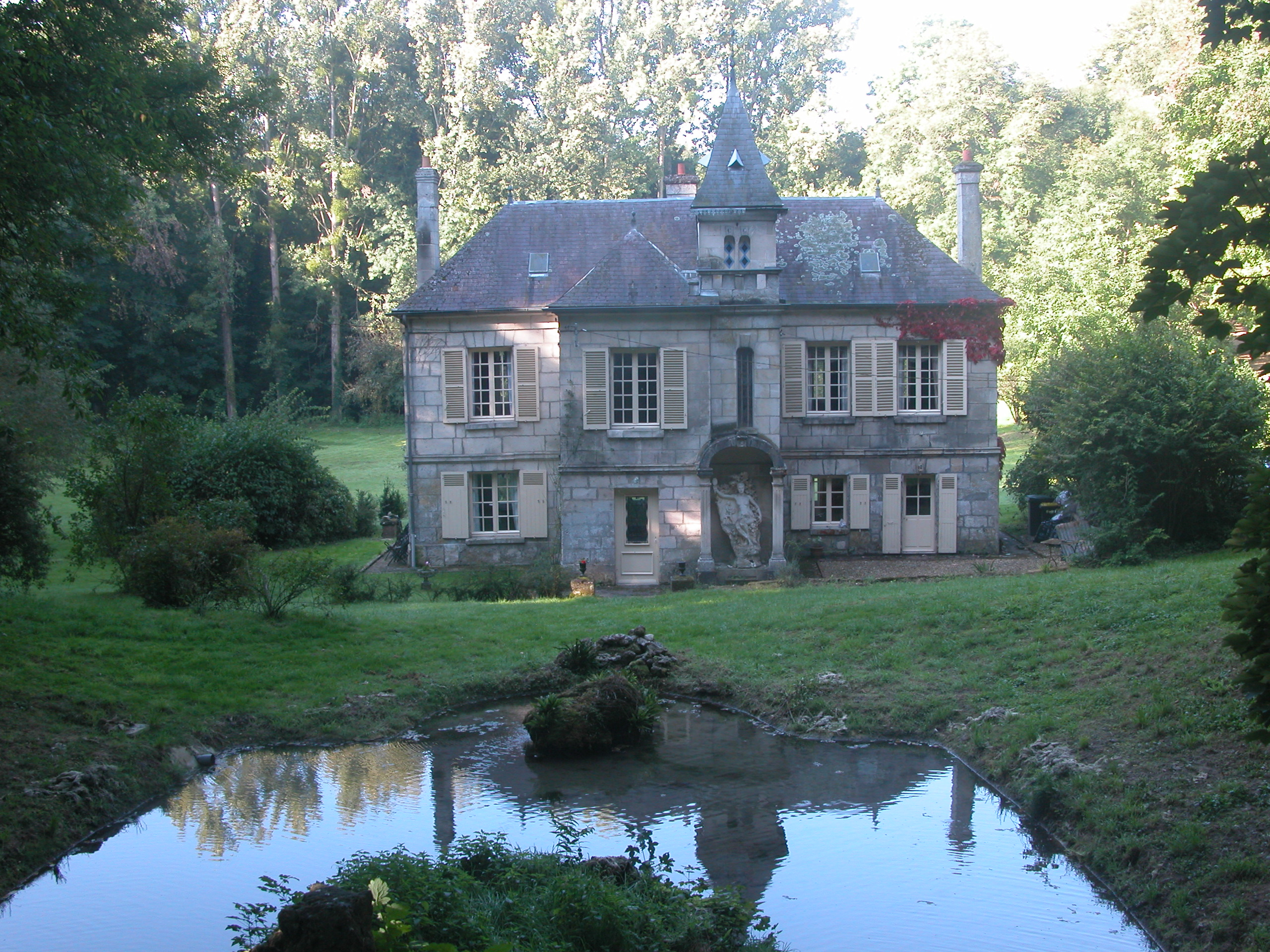
Façade principale de la maison de Castellant.
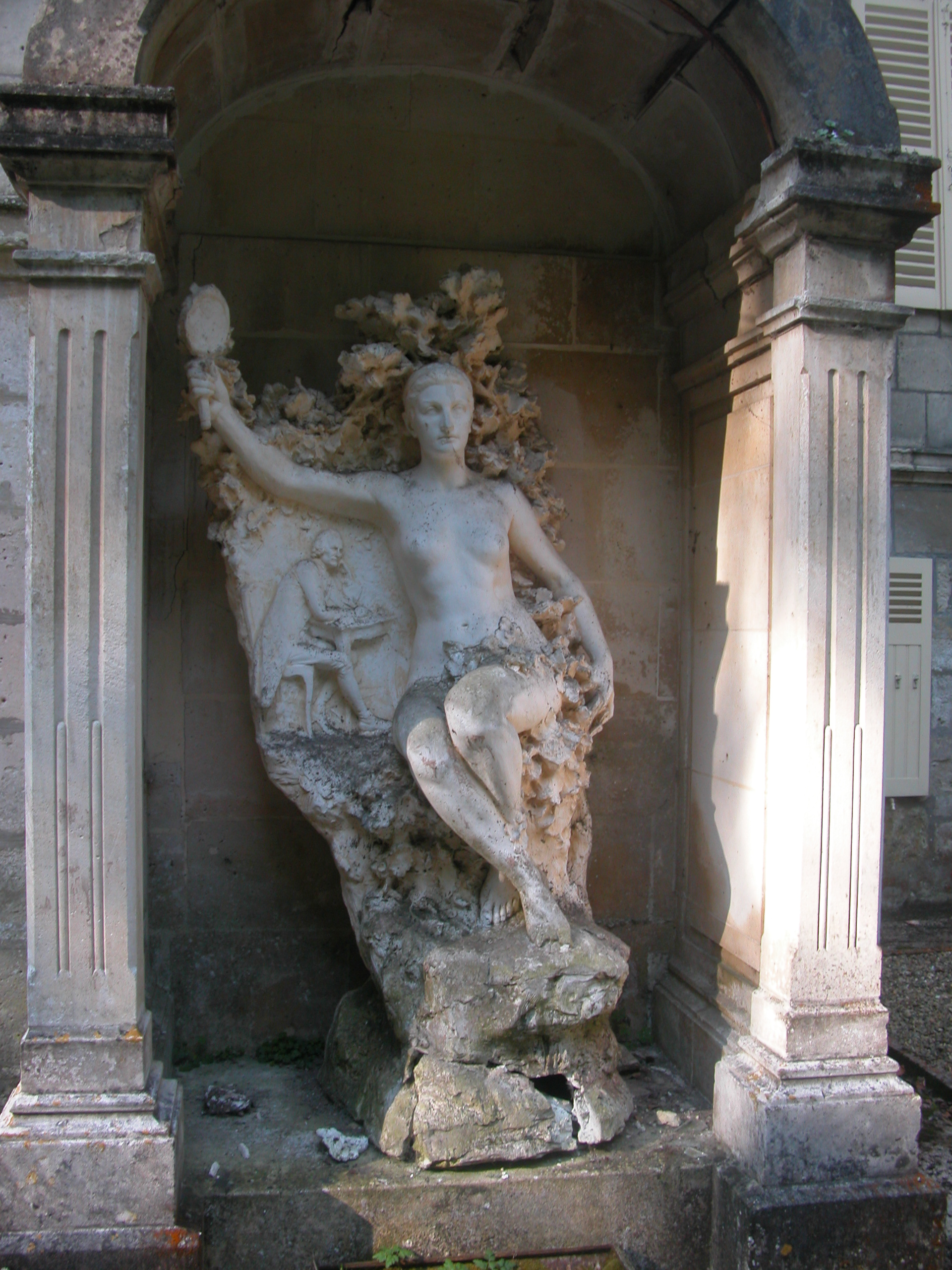
Moulage en plâtre inspiré du monument de Trie-Château.
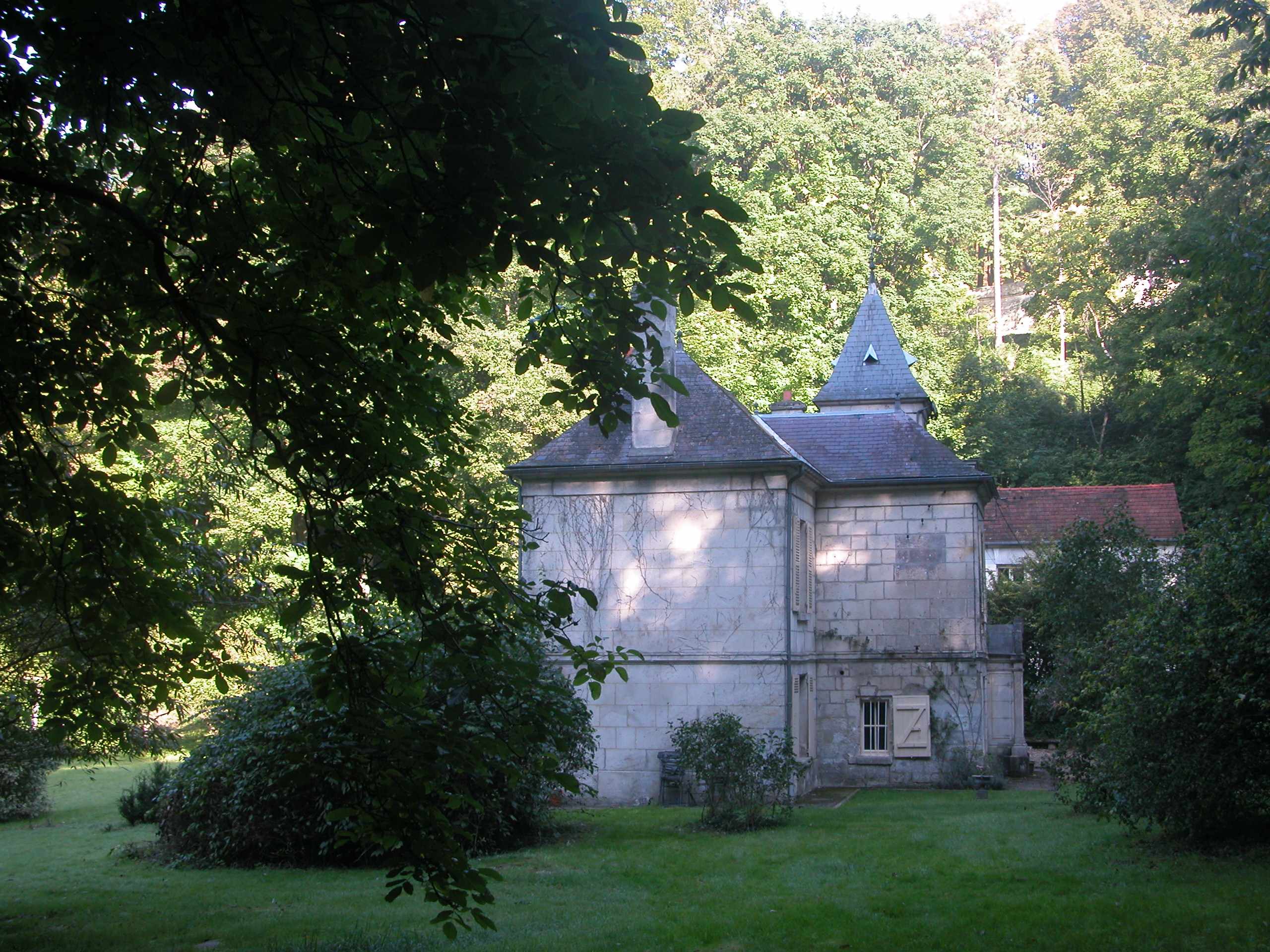
Face Sud de la propriété.